# Víctor Gomes (wielrenner)
Víctor Manuel Gomes Colinas (Villager de Laciana, 9 augustus 1981) is een Spaans voormalig professioneel wielrenner. Hij reed voor Andalucia-Paul Versan en Viña Magna-Cropu. Hij werd in 2003 tweede op het Spaanse kampioenschap tijdrijden voor beloften, achter de winnaar Juan José Cobo.

## Belangrijkste overwinningen
2003
- 6e etappe Ronde van Lleida

2004
- 5e etappe Ronde van Extremadura

2007
- 1e etappe Ronde van Cuba
- 2e etappe Ronde van León